# Liga Sfântă (1594)
Liga Sfântă (1594) a fost o alianță între țările creștine europene, care sub conducerea Sfântului Imperiu Romano-German luptau pentru oprirea expansiunii Imperiului Otoman spre vestul Europei.
Constituită din inițiativa papei Clement al VIII-lea, la începutul Războiului celui Lung (1591-1606), din ea au mai făcut parte Statul Papal, Spania, Veneția, Mantua, Toscana, Ferrara, Marele Cnezat al Moscovei, Principatul Transilvaniei, Principatul Moldovei și Țara Românească.